# Aeropuerto Internacional Amata Kabua
El Aeropuerto Internacional Amata Kabua, es el único aeropuerto internacional de las Islas Marshall, situado en la capital, Dalap-Uliga-Darrit.

## Aerolíneas y destinos
| Ciudades por país       | Nombre del aeropuerto                | Aerolíneas                           | Aeronaves | Frecuencias semanales |
| Oceanía                 | Oceanía                              | Oceanía                              | Oceanía   | Oceanía               |
| ----------------------- | ------------------------------------ | ------------------------------------ | --------- | --------------------- |
| Islas Marshall          |                                      |                                      |           |                       |
| Kwajalein               | Aeropuerto de Elenak                 | Air Marshall Islands                 |           |                       |
| Kwajalein               | Aeródromo Militar de Bucholz         | Air Marshall Islands United Airlines |           |                       |
| Maloelap                | Aeropuerto de Kaben                  | Air Marshall Islands                 |           |                       |
| Maloelap                | Aeropuerto de Maloelap               | Air Marshall Islands                 |           |                       |
| Mili                    | Aeropuerto de Enejit                 | Air Marshall Islands                 |           |                       |
| Mili                    | Aeropuerto de Mili                   | Air Marshall Islands                 |           |                       |
| Ailinglapalap           | Aeropuerto de Jeh                    | Air Marshall Islands                 |           |                       |
| Ailinglapalap           | Aeropuerto de Airok                  | Air Marshall Islands                 |           |                       |
| Ailinglapalap           | Aeropuerto de Woja                   | Air Marshall Islands                 |           |                       |
| Ebon                    | Aeropuerto de Ebon                   | Air Marshall Islands                 |           |                       |
| Kili                    | Aeropuerto de Kili                   | Air Marshall Islands                 |           |                       |
| Namorik                 | Aeropuerto de Namorik                | Air Marshall Islands                 |           |                       |
| Aur                     | Aeropuerto de Aur                    | Air Marshall Islands                 |           |                       |
| Jaluit                  | Aeropuerto de Jaluit                 | Air Marshall Islands                 |           |                       |
| Wotje                   | Aeropuerto de Wotje                  | Air Marshall Islands                 |           |                       |
| Ailuk                   | Aeropuerto de Ailuk                  | Air Marshall Islands                 |           |                       |
| Mejit                   | Aeropuerto de Mejit                  | Air Marshall Islands                 |           |                       |
| Utirik                  | Aeropuerto de Utirik                 | Air Marshall Islands                 |           |                       |
| Micronesia              |                                      |                                      |           |                       |
| Pohnpei                 | Aeropuerto Internacional de Pohnpei  | United Airlines                      |           |                       |
| Nauru                   |                                      |                                      |           |                       |
| Nauru                   | Aeropuerto Internacional de Nauru    | Nauru Airlines                       | B737      |                       |
| Estados Unidos / Hawaii |                                      |                                      |           |                       |
| Honolulu                | Aeropuerto Internacional de Honolulu | United Airlines                      |           |                       |

Japan Airlines también opera vuelos chárter estacionales a Majuro.